# Casa de Gathenhielm
A Casa de Gathenhielm  (em sueco Gathenhielmska huset) é um edifício de madeira do século XVIII, situado no bairro tradicional de Majorna, na Reserva cultural de Gathenhielm, assim nomeado em memória do corsário real Lars Gathenhielm.
Foi construída em 1743-1747 na praça Stigbergstorget, em estilo carolino de inspiração barroco tardio, com paredes feitas de troncos revestidos por tábuas, e um telhado de quatro águas. Segundo a tradição, era destinada a ser habitação do capitão de corso Lars Gathenhielm, o qual todavia morreu antes do edifício estar pronto, pelo que foi a sua viúva Ingela Gathenhielm que aí foi residir. 
É a única casa burguesa construída em madeira, na cidade de Gotemburgo, datando do período anterior à industrialização, que sobreviveu até aos nossos dias. Na altura, era um prédio luxuoso, que ainda conserva um exterior em tom cinzento claro, típico da época, e um interior com decoração do século XVIII.